# Soiernspitze
Le Soiernspitze est une montagne culminant à 2 257 m d'altitude dans le massif des Karwendel.

## Géographie
La montagne se situe dans le chaînon du Soierngruppe, dont il est le plus haut sommet.